# آکوامارین (ترانه)
«آکوامارین» (به انگلیسی: Aquamarine) ترانه‌ای از خواننده-ترانه‌پرداز آمریکایی ادیسون ری می‌باشد که در ۲۵ اکتبر سال ۲۰۲۴ از سوی کلمبیا رکوردز منتشر گردید.

## ریمیکس آرکا
ری پس از مصاحبه‌ای که با ووگ در سال ۲۰۲۳ داشت ایدهٔ همکاری با تهیه‌کنندهٔ ونزوئلایی آرکا به سرش زد و می‌گفت دوست دارد با وی همکاری کند و همچنین از طرفداران پروپاقرص او نیز است. آرکا بعدها در نوامبر سال ۲۰۲۴  از ریمیکسی تحت عنوان «آرکامارین» (به انگلیسی: Arcamarine) درحالی که داشت ریمیکس را به‌طور زنده اجرا می‌کرد، رونمایی کرد. این ترانهٔ رگیتون آهسته‌شده در ۱۵ نوامبر سال ۲۰۲۴ به‌طور رسمی منتشر شد.